# Jodi Albert
Jodi Mary Albert (Londra, 22 luglio 1983) è una cantante e attrice britannica.

## Biografia
È nata e si è formata a Londra.
Dal 1998 al 2001 ha fatto parte del girl group Girl Thing.
Ha preso parte alle produzioni televisive Respectable (2006), Casualty, The Inspector Lynley Mysteries e al film Popcorn (2007).
Nel 2008 è diventata membro del gruppo Wonderland.
L'anno dopo si è sposata con il cantante irlandese Kian Egan, ex Westlife.